# Jong
La Isla Jong (en inglés: Junk Island; en chino: 炯岛; en malayo: Pulau Jong) También conocida como Isla Junk o no deseada, es una isla de 6.000 m² (0,006 km²) que tien forma cónica y está ubicada a cerca de 6 kilómetros de la costa sur de Singapur. La pequeña isla se encuentra al norte de Pulau Sebarok y la desaparecida Pulau Sakeng (ahora fusionada con Pulau Semakau). La isla está deshabitada.

## Etimología
Según dice una antigua leyenda local sobre el nombre de la isla, un junco chino (Barco con Material de desecho) fue atacado por piratas malayos una noche donde la isla esta ahora. Al mismo tiempo que los piratas estaban a punto de abordarlo, el capitán (Nakhodah) despertó. Cuando el capitán vio a los piratas, lanzó un grito terrible que despertó un espíritu del mar que trajo toda la basura a la isla.